# ستانلي رومان
ستانلي رومان (بالإنجليزية: Stanley Roman)‏ هو كاهن كاثوليكي هندي، ولد في 4 يونيو 1941.